# アメリカ海兵隊最先任上級曹長
アメリカ海兵隊最先任上級曹長 （アメリカかいへいたいさいせんにんじょうきゅうそうちょう、英語: Sergeant Major of the Marine Corps（SMMC））は、アメリカ海兵隊独自の下士官の階級及び役職である。給与等級はE-9に該当し、独自の階級章も設置されている。この階級と役職の保持者は、統合参謀本部最先任下士官が海兵隊から任命されていない限り、最高位の海兵隊下士官である。

## 歴史

現行の勤務服用階級章

1957年から1970年まで使用されていた階級章。現在は最上級曹長の階級章となっている。

アメリカ海兵隊において海兵隊最先任上級曹長は、最上級曹長と同様に先任曹長（E-8）の1つの上の給与等級E-9に該当する階級であり、最高位の下士官の階級の一つである。この給与等級には、他に上級曹長の階級が該当する。しかし、海兵隊最先任上級曹長と最上級曹長は異なる職責を負っている。通常、最上級曹長は部隊司令官の上級下士官顧問となり、下士官たる海兵隊員の規律と士気に関する問題を処理する。それに対し海兵隊最先任上級曹長は、海兵隊総司令官によって顧問として選ばれ、統合参謀本部最先任下士官が海兵隊から任命されていない限り、最高位の海兵隊下士官となる。そのため、海兵隊最先任上級曹長は中将と同格の席次となる。
公式には歴代の海兵隊最先任上級曹長には含まれていないがアーチボルド・ソマーズ上級曹長が、1801年1月1日に最上級曹長に任命されている。この時の最上級曹長の階級は、現在の海兵隊最先任上級曹長と同様に唯一の最高位の下士官とされた。1833年には法整備がなされ、最上級曹長の階級が海兵隊の恒久的な地位となり、1899年までに5人の海兵隊員がこの階級に到達している。その後、この階級は1946年に廃止されたが、1954年に海兵隊の階級制度の一つとして再導入された。
現在の海兵隊最先任上級曹長の階級は、1957年に海兵隊司令部の人事担当副総司令官補佐のジェームズ・P・バークレー准将の命令により、海兵隊総司令官に対する最先任下士官として設置された。軍種を代表する最先任下士官の設置はアメリカ軍として初めてだった。1970年には海兵隊最先任上級曹長の階級章が変更され、1957年から使用されていた3本のシェブロン、中央の五芒星、4本のロッカーから、3本のシェブロン、中央の2つの五芒星に挟まれた海兵隊の紋章、4本のロッカーとなった。「海兵隊最先任上級曹長」が、正式な階級名であるが、通常、口頭では「最上級曹長」と呼びかける。
海兵隊最先任上級曹長は、海兵隊総司令官によって選任され、通常4年の任期を務めるが、その任務内容は総司令官の裁量に委ねられている。ウィルバー・ベストウィック最上級曹長が、1957年に初代の海兵隊最先任上級曹長に任命されて以来、現在までに19人の海兵隊員がこの階級に到達している。
2019年4月、トロイ・E・ブラック最上級曹長が、次の海兵隊最先任上級曹長に就任することが発表された。ブラックは2019年7月26日の就任式でロナルド・L・グリーンの後任として就任した。

## 歴代の海兵隊最先任上級曹長

### 一覧
| 代 | 公式写真                                         | 氏名                            | 任期          | 任期          | 任期       | 出典   |
| 代 | 公式写真                                         | 氏名                            | 就任          | 退任          | 日数       | 出典   |
| -- | ------------------------------------------------ | ------------------------------- | ------------- | ------------- | ---------- | ------ |
| 1  | black & white photograph of Wilbur Bestwick      | ウィルバー・ベストウィック      | 1957年5月23日 | 1959年9月1日  | 2年, 101日 | [ 9 ]  |
| 2  | black & white photograph of Francis D. Rauber    | フランシス・D・ラウバー         | 1959年9月1日  | 1962年6月29日 | 2年, 301日 | [ 10 ] |
| 3  | black & white photograph of Thomas J. McHugh     | トーマス・J・マクヒュー         | 1962年6月29日 | 1965年7月17日 | 3年, 18日  | [ 11 ] |
| 4  | black & white photograph of Herbert J. Sweet     | ハーバート・J・スウィート       | 1965年7月17日 | 1969年8月1日  | 4年, 15日  | [ 12 ] |
| 5  | black & white photograph of Joseph W. Dailey     | ジョセフ・W・デイリー           | 1969年8月1日  | 1973年2月1日  | 3年, 184日 | [ 13 ] |
| 6  | black & white photograph of Clinton A. Puckett   | クリントン・A・パケット         | 1973年2月1日  | 1975年6月1日  | 2年, 120日 | [ 14 ] |
| 7  | black & white photograph of Henry H. Black       | ヘンリー・H・ブラック           | 1975年6月1日  | 1977年4月1日  | 1年, 304日 | [ 15 ] |
| 8  | black & white photograph of John R. Massaro      | ジョン・R・マッサロ             | 1977年4月1日  | 1979年8月16日 | 2年, 137日 | [ 16 ] |
| 9  | black & white photograph of Leland D. Crawford   | リーランド・D・クロフォード     | 1979年8月16日 | 1983年6月28日 | 3年, 316日 | [ 17 ] |
| 10 |                                                  | ロバート・E・クリアリー         | 1983年6月28日 | 1987年6月27日 | 3年, 364日 | [ 18 ] |
| 11 | black & white photograph of David W. Sommers     | デビッド・W・ソマーズ           | 1987年6月27日 | 1991年6月28日 | 4年, 1日   | [ 19 ] |
| 12 | black & white photograph of Harold G. Overstreet | ハロルド・G・オーバーストリート | 1991年6月28日 | 1995年6月30日 | 4年, 2日   | [ 20 ] |
| 13 | black & white photograph of Lewis G. Lee         | ルイス・G・リー                 | 1995年6月30日 | 1999年6月29日 | 3年, 364日 | [ 21 ] |
| 14 | color photograph of Alford L. McMichael          | ルフォード・L・マクマイケル     | 1999年6月29日 | 2003年6月26日 | 3年, 362日 | [ 22 ] |
| 15 | color photograph of John L. Estrada              | ジョン・L・エストラーダ         | 2003年6月26日 | 2007年4月25日 | 3年, 303日 | [ 23 ] |
| 16 | color photograph of Carlton W. Kent              | カールトン・W・ケント           | 2007年4月25日 | 2011年6月9日  | 4年, 45日  | [ 24 ] |
| 17 | color photograph of Micheal P. Barrett           | マイケル・P・バレット           | 2011年6月9日  | 2015年2月20日 | 3年, 256日 | [ 25 ] |
| 18 | color photograph of Ronald L. Green              | ロナルド・L・グリーン           | 2015年2月20日 | 2019年7月26日 | 4年, 156日 | [ 26 ] |
| 19 | color photograph of Troy E. Black                | トロイ・E・ブラック             | 2019年7月26日 | 2023年8月10日 | 4年, 15日  | [ 27 ] |
| 20 | color photograph of Troy E. Black                | カルロス・A・ルイス             | 2023年8月10日 |               | 1年, 301日 | [ 28 ] |